# Curtis Armstrong
Curtis Armstrong (ur. 27 listopada 1953 w Detroit) – amerykański aktor. Ukończył Berkley High School w Berkley oraz Oakland University w Rochester.

## Filmografia
- 1983: Ryzykowny interes (Risky Business) jako Miles
- 1984: Revenge of the Nerds jako Dudley 'Booger' Dawson, Tri-Lam
- 1985: Better Off Dead... jako Charles De Mar
- 1985: Bad Medicine jako Dennis Gladstone
- 1986: The Clan of the Cave Bear jako Goov
- 1986: One Crazy Summer jako  Ack Ack Raymond
- 1987: Revenge of the Nerds II: Nerds in Paradise jako Dudley Booger Dawson
- 1989: How I Got Into College jako  Arcadia Bible Academy Recruiter
- 1991: Hi Honey - I'm Dead (TV) jako Arnold Pischkin
- 1992: Revenge of the Nerds III: The Next Generation (TV)jako Dudley 'Booger' Dawson, Esq.
- 1992: Eek! the Cat (TV) jako Scooter
- 1993: Public Enemy #2
- 1993: The Parsley Garden (TV)
- 1993: The Adventures of Huck Finn jako Country Jake
- 1994: Revenge of the Nerds IV: Nerds in Love (TV) jako Dudley (Booger) Dawson
- 1996: Big Bully: Clark
- 1996: Spy Hard: Pastry Chef
- 1996: Jingle All the Way: Chain Smoking Booster
- 1997: L.A. Johns (TV): 'Big' Ben
- 1997: Elvis Meets Nixon (TV): Farley Hall
- 1998: Safety Patrol (TV): Bert Miller
- 1998: Border to Border: Man in Diner
- 2002: Gale Force: Steve Chaney
- 2002: Wieczny student (Van Wilder): Campus Cop
- 2002: Project Viper: Keach
- 2003: Titletown (TV)
- 2003: The Bar: Ozwald Rosencrantz
- 2003: Quigley: Dexter
- 2003: My Dinner with Jimi: Herb Cohen
- 2003: Return to the Batcave: The Misadventures of Adam and Burt (TV): Jerry the Butler
- 2004: Greener Mountains: Mike
- 2004: Big Time: Zamboni
- 2004: Post Mikey: Norman Hubbard
- 2004: Tales of a Fly on the Wall (TV): The Fly
- 2004: Double Shot
- 2004: Conversations: Josh Candleman
- 2004: Dodgeball: A True Underdog Story: Mr. Ralph
- 2004: Irish Eyes: Brodrick Dooley
- 2004: Ray: Ahmet Ertegün
- 2005: Man of the House: Morgan Ball
- 2005: The Buzz on Maggie: Bugspit
- 2006: Pucked: Janitor
- 2006: Akeelah and the Bee: Mr. Welch
- 2006: Southland Tales: Doctor Soberin Exx